# Чемпионат России по футболу среди женщин 1999
Чемпионат России по футболу среди женщин 1999 — 8-й сезон Высшего дивизиона в системе женских футбольных лиг России. Сезон начался 2 мая 1999 года и завершился 4 ноября 1999 года. Победителем впервые стал ВДВ.

## Участники
Сводная статистика участников
учтены матчи завершённых сезонов
без учёта мячей забитых в сериях послематчевых пенальти
с учётом технических результатов
легенда
 — команда была Чемпионом
 — команда была вице-чемпионом
 — команда была бронзовый призёром
| команда         | команда   | сезоны | сезоны          | Результаты выступлений | Результаты выступлений | Результаты выступлений | Результаты выступлений | Результаты выступлений | Результаты выступлений | Результаты выступлений | Результат в сезоне 1998    | Примечания                                                                        |
| наименование    | город     | #      | года            | И                      | В                      | Н                      | П                      | ЗМ                     | ПМ                     | РМ                     | Результат в сезоне 1998    | Примечания                                                                        |
| --------------- | --------- | ------ | --------------- | ---------------------- | ---------------------- | ---------------------- | ---------------------- | ---------------------- | ---------------------- | ---------------------- | -------------------------- | --------------------------------------------------------------------------------- |
| ЦСК ВВС         | Самара    | 7      | 1992—1998       | 151                    | 118                    | 22                     | 11                     | 427                    | 76                     | +351                   | Высший дивизион, 2-е место |                                                                                   |
| Энергия-XXI век | Воронеж   | 7      | 1992—1998       | 151                    | 115                    | 15                     | 21                     | 439                    | 82                     | +357                   | Высший дивизион, 1-е место | Энергия (1992—1998)                                                               |
| Чертаново       | Москва    | 7      | 1992—1998       | 150                    | 67                     | 26                     | 57                     | 212                    | 183                    | +29                    | Высший дивизион, 8-е место | СКИФ (Малаховка) (1992) СКИФ-Фемина (Малаховка) (1993) Чертаново-СКИФ (1994—1996) |
| Калужанка       | Калуга    | 6      | 1993—1998       | 122                    | 70                     | 12                     | 40                     | 197                    | 135                    | +62                    | Высший дивизион, 4-е место |                                                                                   |
| Лада            | Тольятти  | 5      | 1994—1998       | 100                    | 56                     | 13                     | 31                     | 191                    | 147                    | +44                    | Высший дивизион, 5-е место |                                                                                   |
| Кубаночка       | Краснодар | 4      | 1992, 1996—1998 | 84                     | 21                     | 10                     | 53                     | 72                     | 124                    | -52                    | Высший дивизион, 7-е место | Седин-Шисс (1992)                                                                 |
| ВДВ             | Рязань    | 2      | 1997—1998       | 34                     | 20                     | 4                      | 10                     | 78                     | 34                     | +44                    | Высший дивизион, 3-е место |                                                                                   |
| Диана           | Москва    | —      | —               | —                      | —                      | —                      | —                      | —                      | —                      | —                      | Первый дивизион, 2-е место | дебютант                                                                          |

Команды Высшего дивизиона 1998 Идель и Текстильщик в связи с финансовыми трудностями прекратила существование в межсезонье.
Победитель Первого дивизиона 1998 Русь-Чертаново осталась в Первом дивизионе, потому, что являлась фарм-клубом «Чертаново».
Энергия сменила название на «Энергия-XXI век».

## Регламент
Регламент Чемпионата 1999 года был одним из самых запутанных в истории розыгрыша. 
Впервые розыгрыш проходил в два этапа.
Вначале 8 команд провели двухкруговой турнир, по результатам которого было сформировано 2 группы:  первая группа разыгрывала места с 1 по 4, а вторая — с 5-8 места. Группы были сформированы по результатам игр между всеми командами принимающих участие в чемпионате, а бонусы (очки и голы) на второй этап начислялись только те, которые команды набрали в играх между командами верхней и нижней четвёрки соответственно. То есть, команды из группы за 1-4 место попали с очками и голами набранными в играх между собой (ВДВ, Энергия, ЦСК ВВС и Лада), а голы и очки с командами из второй четверки 5-8 места (Чертаново, Кубаночка, Калужанка и Диана) были аннулированы. И так же с командами Чертаново, Кубаночка, Калужанка и Диана, которые во второй этап вышли с бонусами игр между собой, а матчи с первой четверкой так же не учитывались.

## Турнирная таблица

### 1 этап
2 мая — 16 августа
| Поз | Команда                   | И  | В  | Н | П  | МЗ | МП | РМ  | О  | Квалификация или выбывание              |
| --- | ------------------------- | -- | -- | - | -- | -- | -- | --- | -- | --------------------------------------- |
| 1   | ВДВ (Рязань)              | 14 | 12 | 1 | 1  | 44 | 11 | +33 | 37 | Выход в заключительный этап (1-4 места) |
| 2   | Энергия-XXI век (Воронеж) | 14 | 9  | 3 | 2  | 34 | 9  | +25 | 30 | Выход в заключительный этап (1-4 места) |
| 3   | ЦСК ВВС (Самара)          | 14 | 9  | 3 | 2  | 31 | 13 | +18 | 30 | Выход в заключительный этап (1-4 места) |
| 4   | Лада (Тольятти)           | 14 | 7  | 0 | 7  | 27 | 24 | +3  | 21 | Выход в заключительный этап (1-4 места) |
| 5   | Чертаново (Москва)        | 14 | 5  | 4 | 5  | 19 | 23 | -4  | 19 | Выход в заключительный этап (5-8 места) |
| 6   | Кубаночка (Краснодар)     | 14 | 4  | 3 | 7  | 15 | 22 | -7  | 15 | Выход в заключительный этап (5-8 места) |
| 7   | Калужанка (Калуга)        | 14 | 2  | 0 | 12 | 6  | 37 | -31 | 6  | Выход в заключительный этап (5-8 места) |
| 8   | Диана (Москва)            | 14 | 1  | 0 | 13 | 4  | 41 | -37 | 3  | Выход в заключительный этап (5-8 места) |

Примечания:
- За неявку (была 1 неявка) на матч команде засчитывалось поражение со счетом 3:0.

#### Бомбардиры после 1 этапа[1]
- 20 Босикова (Энергия-XXI век)
- 19 Летюшова (ВДВ)

### Турнир за 1 место
Команды играли 2-х круговой турнир, набранные очки суммировались с бонусными очками, набранными на 1 этапе в играх между собою.
8 сентября — 4 ноября
| Поз | Команда                   | И | В | Н | П | МЗ | МП | РМ  | О2 | ОБ | О  | Квалификация или выбывание |
| --- | ------------------------- | - | - | - | - | -- | -- | --- | -- | -- | -- | -------------------------- |
|     | ВДВ (Рязань)              | 6 | 3 | 2 | 1 | 15 | 10 | +5  | 11 | 16 | 27 |                            |
|     | Энергия-XXI век (Воронеж) | 6 | 5 | 1 | 0 | 13 | 4  | +9  | 16 | 10 | 26 |                            |
|     | ЦСК ВВС (Самара)          | 6 | 1 | 0 | 5 | 9  | 13 | -4  | 3  | 8  | 11 |                            |
| 4   | Лада (Тольятти)           | 6 | 1 | 1 | 4 | 5  | 15 | -10 | 4  | 0  | 4  |                            |

| 8 сентября 1999                  | \| Энергия-XXI век (Воронеж) \| 3:2 \| ЦСК ВВС (Самара) \| \| Кононова 42′, 76′ · Петряева 90′ \| Голы \| 38′ Егорова · 58′ Светлицкая \| | Зрителей: 600 Судья: Наталья Авдонченко (Москва) |
| Энергия-XXI век (Воронеж)        | 3:2 | ЦСК ВВС (Самара)                                 |
| Кононова 42′, 76′ · Петряева 90′ | Голы | 38′ Егорова · 58′ Светлицкая                     |

| 8 сентября 1999 | \| ВДВ (Рязань) \| 1:1 \| Лада (Тольятти) \| |                 |
| ВДВ (Рязань)    | 1:1                                          | Лада (Тольятти) |

| 16 сентября 1999 | \| Лада (Тольятти) \| 0:2 \| ЦСК ВВС (Самара) \| |                  |
| Лада (Тольятти)  | 0:2                                              | ЦСК ВВС (Самара) |

| 16 сентября 1999 | \| ВДВ (Рязань) \| 0:3 \| Энергия-XXI век (Воронеж) \| \| \| Голы \| 16′ Костраба · 50′ Кононова · 82′ (пен.) Босикова \| | Зрителей: 8000 Судья: Ирина Павлова (Москва)      |
| ВДВ (Рязань)     | 0:3 | Энергия-XXI век (Воронеж)                         |
|                  | Голы | 16′ Костраба · 50′ Кононова · 82′ (пен.) Босикова |

| 3 октября 1999   | \| ЦСК ВВС (Самара) \| 2:4 \| ВДВ (Рязань) \| |              |
| ЦСК ВВС (Самара) | 2:4                                           | ВДВ (Рязань) |

| 3 октября 1999                                | \| Энергия-XXI век (Воронеж) \| 3:0 \| Лада (Тольятти) \| \| Коломиец 21′ · Халимдарова 50′ · Кононова 77′ \| Голы \| \| |                 |
| Энергия-XXI век (Воронеж)                     | 3:0 | Лада (Тольятти) |
| Коломиец 21′ · Халимдарова 50′ · Кононова 77′ | Голы |                 |

| 18 октября 1999  | \| ЦСК ВВС (Самара) \| 0:1 \| Энергия-XXI век (Воронеж) \| \| \| Голы \| 50′ Петряева \| | Зрителей: 1000 Судья: Надежда Ульяновская (Калуга) |
| ЦСК ВВС (Самара) | 0:1                                                                                      | Энергия-XXI век (Воронеж)                          |
|                  | Голы                                                                                     | 50′ Петряева                                       |

| 18 октября 1999 | \| Лада (Тольятти) \| 1:6 \| ВДВ (Рязань) \| |              |
| Лада (Тольятти) | 1:6                                          | ВДВ (Рязань) |

| 27 октября 1999           | \| Энергия-XXI век (Воронеж) \| 1:1 \| ВДВ (Рязань) \| \| Босикова 26′ \| Голы \| 70′ Барбашина \| | Зрителей: 3000 Судья: Юрий Чеботарёв |
| Энергия-XXI век (Воронеж) | 1:1                                                                                                | ВДВ (Рязань)                         |
| Босикова 26′              | Голы                                                                                               | 70′ Барбашина                        |

| 27 октября 1999  | \| ЦСК ВВС (Самара) \| 1:2 \| Лада (Тольятти) \| |                 |
| ЦСК ВВС (Самара) | 1:2                                              | Лада (Тольятти) |

| 4 ноября 1999   | \| Лада (Тольятти) \| 1:2 \| Энергия-XXI век (Воронеж) \| \| Лисачева 60′ \| Голы \| 13′ Халимдарова · 78′ Кононова \| | Зрителей: 100 Судья: Надежда Ульяновская (Калуга) |
| Лада (Тольятти) | 1:2 | Энергия-XXI век (Воронеж)                         |
| Лисачева 60′    | Голы | 13′ Халимдарова · 78′ Кононова                    |

| 4 ноября 1999 | \| ВДВ (Рязань) \| 3:2 \| ЦСК ВВС (Самара) \| \| Летюшова 80′ \| Голы \| \| |                  |
| ВДВ (Рязань)  | 3:2                                                                         | ЦСК ВВС (Самара) |
| Летюшова 80′  | Голы                                                                        |                  |

### Турнир за 5 место
Команды играли 2-х круговой турнир, набранные очки суммировались с бонусными очками, набранными на 1 этапе в играх между собою.
7 сентября — 25 сентября
| Поз | Команда               | И | В | Н | П | МЗ | МП | РМ | О2 | ОБ | О  | Квалификация или выбывание |
| --- | --------------------- | - | - | - | - | -- | -- | -- | -- | -- | -- | -------------------------- |
| 5   | Чертаново (Москва)    | 6 | 4 | 2 | 0 | 12 | 3  | +9 | 14 | 14 | 28 |                            |
| 6   | Кубаночка (Краснодар) | 6 | 2 | 1 | 3 | 7  | 7  | 0  | 7  | 11 | 18 |                            |
| 7   | Калужанка (Калуга)    | 6 | 2 | 2 | 2 | 9  | 9  | 0  | 8  | 6  | 14 | расформирован              |
| 8   | Диана (Москва)        | 6 | 1 | 1 | 4 | 4  | 13 | -9 | 4  | 3  | 7  |                            |

Примечания:
- За неявку (была 1 неявка) на матч команде засчитывалось поражение со счетом 3:0.

1. ↑  «Калужанка» в связи с финансовыми трудностями прекратила существование в межсезонье. Молодёжная команда была оформлена в новый клуб «Анненки»

## Результаты матчей
| Команда                   | ВДВ | Энергия-XXI век | ЦСК ВВС | Лада | Чертаново | Кубаночка | Калужанка | Диана |
| ------------------------- | --- | --------------- | ------- | ---- | --------- | --------- | --------- | ----- |
| ВДВ (Рязань)              |     | 2:1             | 1:1     | 7:3  | 4:0       | 3:0       | 3:0       | 4:0   |
| ВДВ (Рязань)              | 0:3 | 3:2             | 1:1     | —    | —         | —         | —         |       |
| Энергия-XXI век (Воронеж) | 2:3 |                 | 1:0     | 2:0  | 3:0       | 4:0       | 3:0       | 2:0   |
| Энергия-XXI век (Воронеж) | 1:1 | 3:2             | 3:0     | —    | —         | —         | —         |       |
| ЦСК ВВС (Самара)          | 2:4 | 1:1             |         | 1:0  | 4:1       | 4:2       | 2:0       | 2:0   |
| ЦСК ВВС (Самара)          | 2:4 | 0:1             | 1:2     | —    | —         | —         | —         |       |
| Лада (Тольятти)           | 0:1 | 1:4             | 2:3     |      | 1:3       | 2:0       | 3:1       | 3:0   |
| Лада (Тольятти)           | 1:6 | 1:2             | 0:2     | —    | —         | —         | —         |       |
| Чертаново (Москва)        | 1:3 | 1:1             | 0:0     | 0:3  |           | 1:1       | 3:0       | 4:0   |
| Чертаново (Москва)        | —   | —               | —       | —    | 2:0       | 4:2       | 4:0       |       |
| Кубаночка (Краснодар)     | 1:0 | 1:1             | 0:1     | 1:2  | 3:3       |           | 1:0       | 1:0   |
| Кубаночка (Краснодар)     | —   | —               | —       | —    | 0:0       | 1:2       | 3:0       |       |
| Калужанка (Калуга)        | 0:3 | 0:3             | 0:8     | 0:5  | 0:1       | 1:0       |           | 4:0   |
| Калужанка (Калуга)        | —   | —               | —       | —    | 0:0       | 2:0       | 1:1       |       |
| Диана (Москва)            | 0:6 | 0:6             | 1:2     | 1:2  | 0:1       | 0:2       | 2:0       |       |
| Диана (Москва)            | —   | —               | —       | —    | 0:1       | 1:3       | 2:1       |       |

 Домашняя победа  •  Ничья •  Домашнее поражение

Примечания:
- За неявку (было 2 неявки) на матч команде засчитывалось поражение со счетом 3:0.

1. 1 2  Технический результат

## Статистика чемпионата

### Лучшие бомбардиры
| Место | Игрок            | Клуб                      | Голы (с пенальти) |
| ----- | ---------------- | ------------------------- | ----------------- |
| 1     | Ольга Летюшова   | ВДВ (Рязань)              | 23 (1)            |
| 2     | Надежда Босикова | Энергия-XXI век (Воронеж) | 22 (2)            |
| 3     | Наталья Зинченко | ВДВ (Рязань)              | 13 (4)            |
| 4     | Елена Кононова   | Энергия-XXI век (Воронеж) | 12                |
| 5     | Елена Фомина     | Чертаново (Москва)        | 9 (2)             |

### Рекорды сезона
- Самая крупная победа хозяев (+4): 7:3 в матче «ВДВ»—«Лада», 16 августа
- Самая крупная победа гостей (+8): 0:8 в матче «Калужанка»—ЦСК ВВС, 16 августа
- Наибольшее количество забитых мячей в одном матче (10): 7:3 в матче «ВДВ»—«Лада», 16 августа
- Наибольшее количество голов, забитых одной командой в матче (8): 0:8 в матче «Калужанка»—ЦСК ВВС, 16 августа
- Самый популярный счёт (1:0): 12 раз (15,38% от сыгранных матчей)

## Символическая сборная
| Сезон | № | Вратари          | Защитники                 | Защитники             | Защитники             | Защитники           | Полузащитники              | Полузащитники           | Полузащитники     | Полузащитники                 | Нападающие       | Нападающие                 |
| ----- | - | ---------------- | ------------------------- | --------------------- | --------------------- | ------------------- | -------------------------- | ----------------------- | ----------------- | ----------------------------- | ---------------- | -------------------------- |
| 1999  | 1 | Петько (ЦСК ВВС) | Чеверда (Диана)           | Н. Карасёва (ЦСК ВВС) | Буракова (ВДВ)        | Филиппова (ЦСК ВВС) | Комарова (ЦСК ВВС)         | О. Карасёва (Чертаново) | Егорова (ЦСК ВВС) | Григорьева (ЦСК ВВС)          | Барбашина (ВДВ)  | Летюшова (ВДВ)             |
| 1999  | 2 | Капитонова (ВДВ) | Ярайкина (ВДВ)            | Старостина (ВДВ)      | Светлицкая (ЦСК ВВС)  | Юшкевич (ВДВ)       | Шмачкова (ВДВ)             | Емельянова (Кубаночка)  | Лисачева (Лада)   | Фомина (Чертаново)            | Савина (ЦСК ВВС) | Босикова (Энергия-XXI век) |
| 1999  | 3 | Репейкина (Лада) | Зайцева (Энергия-XXI век) | Пустовойтова (Диана)  | Феколкина (Чертаново) | Давыдова (Диана)    | Кононова (Энергия-XXI век) | Скотникова (Лада)       | Цуркан (ВДВ)      | Халимдарова (Энергия-XXI век) | Геворкян (ВДВ)   | Бахурина (Надежда)         |